# 亚洲公路18号线
亚洲公路18号线（英語：Asian Highway 18），编号为，是亞洲公路網系统中一条位于东南亚的公路。该条公路从泰国合艾至马来西亚新山，一路沿泰国南部东海岸，以及 马来西亚3号国道。